# Einbaum von Seekirch

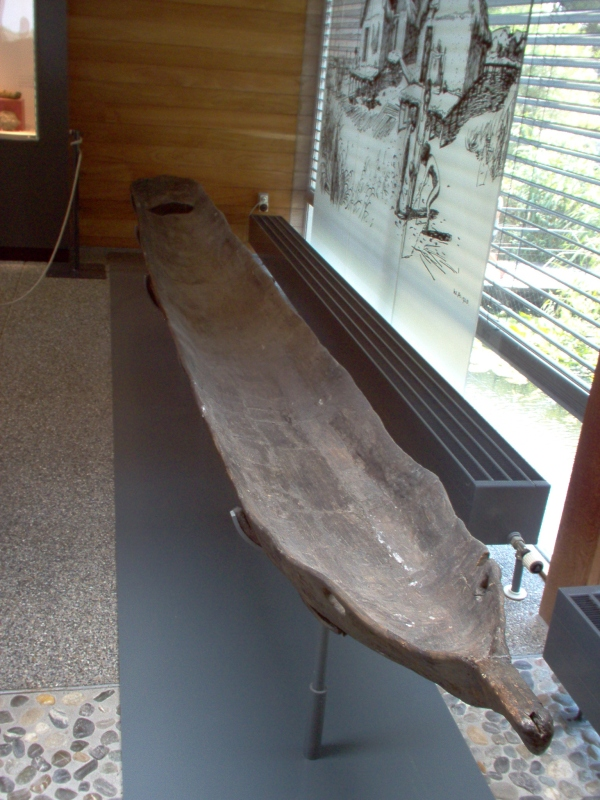
Der Einbaum aus der Wasserburg Buchau ist eines von über 40 am Federsee gefundenen Booten

Der 2012 gehobene Einbaum von Seekirch in Baden-Württemberg wurde im Federseeried gefunden. Der Federsee ist heute mit mehreren prähistorischen Pfahlbautensiedlungen Bestandteil des UNESCO-Welterbes Prähistorische Pfahlbauten.
Der gut erhaltene Einbaum stammt aus der Jungsteinzeit. Das 33 Quadratkilometer große Federseeried ist eine von 111 Fundstellen, die 2011 auf die UNESCO-Welterbeliste genommen wurden.
Der sechs Meter lange Einbaum lag rund einen Meter tief im Moor des Federseerieds bei Seekirch im Landkreis Biberach. Er ist in mehrere Stücke zerbrochen, aber die Teile sind gut erhalten. Der sehr dünnwandige, daher leichte Einbaum aus Lindenholz liegt 150 m von einer Siedlung entfernt, die etwa 2800 v. Chr. errichtet wurde. Die Fundstelle des Einbaums liegt infolge der Verlandung des Federsees heute kilometerweit vom Wasser entfernt.